# Quintus Iulius Maximus
Quintus Iulius Maximus war ein im 2. Jahrhundert n. Chr. lebender Angehöriger des römischen Ritterstandes (Eques).
Durch eine Weihinschrift, die beim Kastell Vercovicium gefunden wurde und die auf 138/161 datiert wird, ist belegt, dass Maximus Präfekt der Cohors I Tungrorum war, die zu diesem Zeitpunkt in der Provinz Britannia stationiert war.